# The Londoner
The Londoner fou una publicació en forma de diari publicat per l'Alcaldia de Londres i repartit gratuïtament al Gran Londres
En paraules de l'oficina de l'Alcaldia de Londres, era "un butlletí informatiu per als londinencs de l'Alcaldia de Londres. Proporcionava informació sobre les polítiques i els serveis prestats per l'Autoritat del Gran Londres i els principals problemes que afecten la vida a la capital, i encoratjava la participació en els debats i consultes."
Segons l'informe anual de l'Alcaldia 2005/06 el pressuport per al Londoner fou de £ 2.882.000, dels quals £ 632,000 van venir directament de la GLA.